# 波尼亞托夫斯基橋

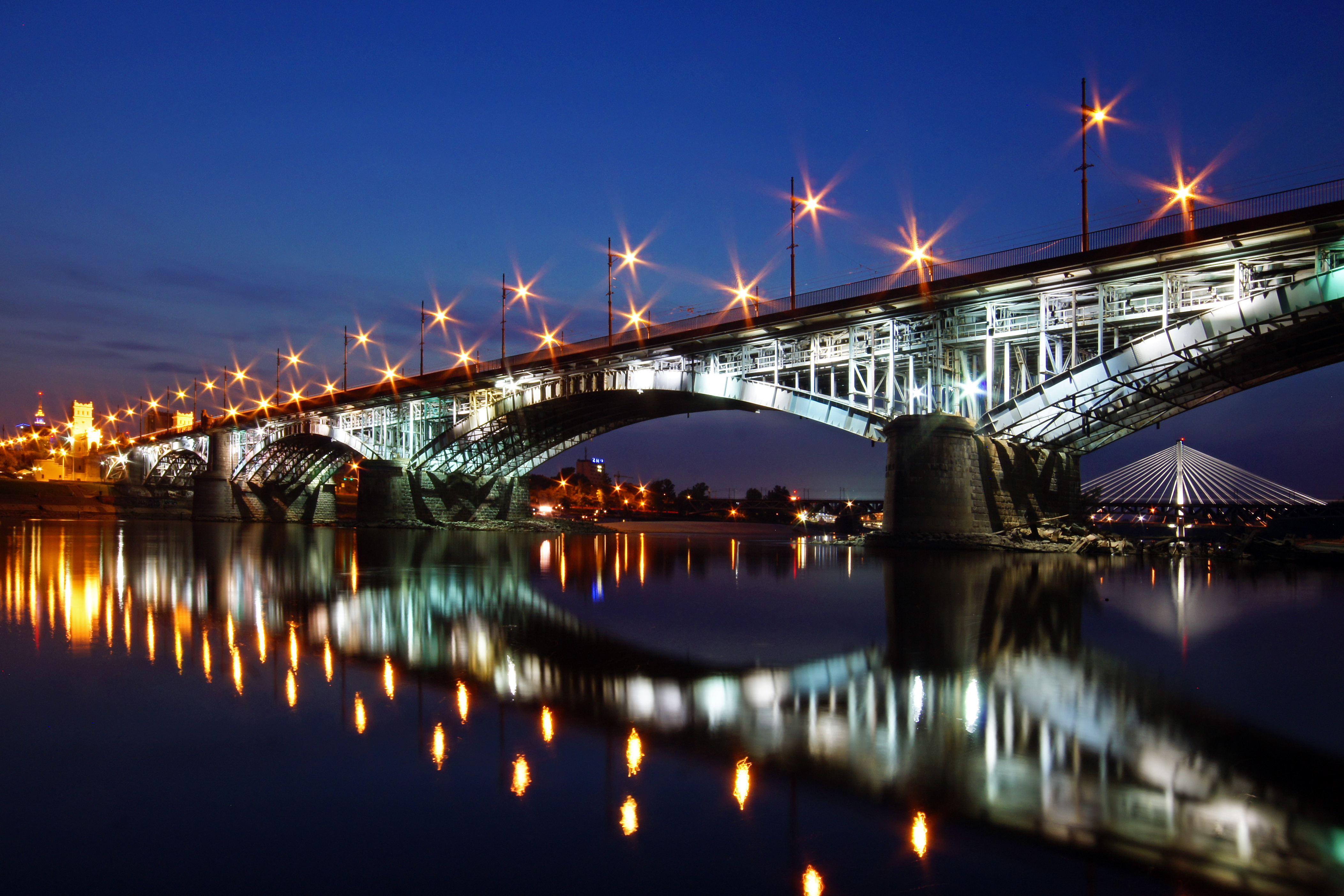

波尼亞托夫斯基橋（波蘭語：Most Poniatowskiego）是波蘭首都華沙市內的一座橫跨維斯瓦河的大橋。最早的波尼亞托夫斯基橋修建於1904年至1914年期間，但在兩次世界大戰中均嚴重受損。戰後又都得到修復。

## 外部連結
- Satellite view from Google Maps